# Платонска љубав
Платонска љубав (лат. amor platonicus) је појам који је произишао из Платоновог дијалога „Гозба“, у којем Платон каже да је љубав (ерос) филозофски нагон за спознајом идеја. Касније је овај термин почео да се користи за љубав у којој је искључена телесност. Ово је произашло из Паусанијеве беседе у „Гозби“, где он каже: „Рђав је онај обични љубавник који више воли тело но душу...“. Овај промењени смисао ушао је у колоквијални говор у доба ренесансе.